# 체코의 코로나19 범유행
다음은 체코에서의 코로나19 범유행에 관한 설명이다.

## 경과
3월 1일, 체코에서 3명의 확진자가 나왔다. 첫번째 사례는 우디네에서의 회의에서 돌아온 남자이고, 두번째 사례는 밀라노에서 공부하는 체코에 여행온 미국인 여성이고, 세번째 사례는 이탈리아 아우론조디카도레의 스키 여행에서 돌아온 남자이다.
3월 2일, 아우론조디카도레에서의 스키 여행을 보냈던 남자와 같은 호텔에 머물고 있던 사람이 확진 판정을 받았다.
3월 3일, 두번째 사례의 친구이자 밀라노에서 공부하는 에콰도르 출신 여성이 확진 판정을 받았다.
8월 2일까지 일일 신규 확진자 수는 100명 안팎에 불과했으나, 그 이후로 일일 확진자 수가 급상승해 9월 중순 3000명이 넘었다. 누적 확진자 수는 2020년 10월 2일 기준 7만 4,000명, 11월 1일 기준 약 34만 명이다.
2021년 1월 24일 기준 확진자 수는 약 92만 명이다.

## 같이 보기
- 유럽의 코로나19 범유행
- 나라별 코로나19 범유행